# 神奈川県道204号金沢鎌倉線
神奈川県道204号金沢鎌倉線（かながわけんどう204かなざわかまくらせん）は、神奈川県横浜市金沢区の朝比奈交差点（北緯35度19分58.3秒 東経139度35分29.5秒 / 北緯35.332861度 東経139.591528度）から同県鎌倉市の八幡宮前交差点（北緯35度19分25.2秒 東経139度33分17.8秒 / 北緯35.323667度 東経139.554944度）に至る県道である。朝比奈切通しに代わる幹線道路として1956年（昭和31年）に開通し、「金沢街道」の通称で呼ばれる。

## 概要

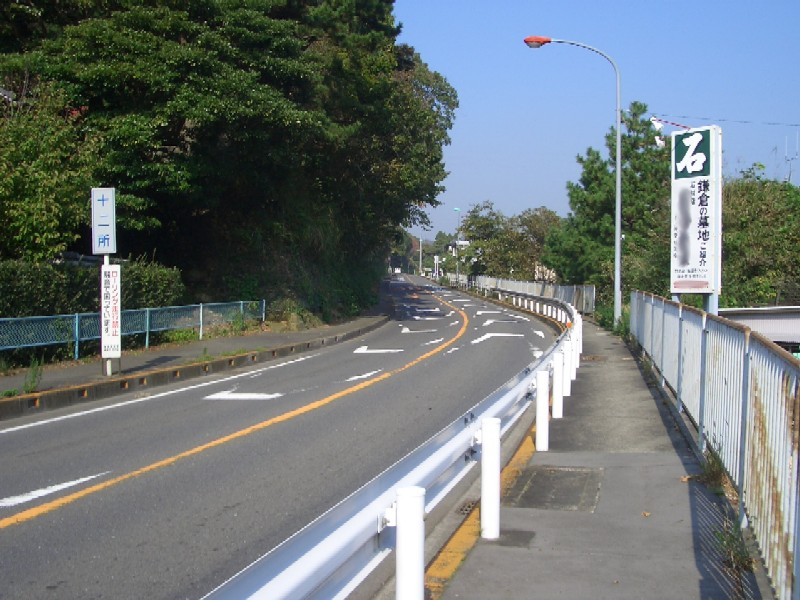
鎌倉市十二所（じゅうにそ）にて。鎌倉側から金沢方面を望む。

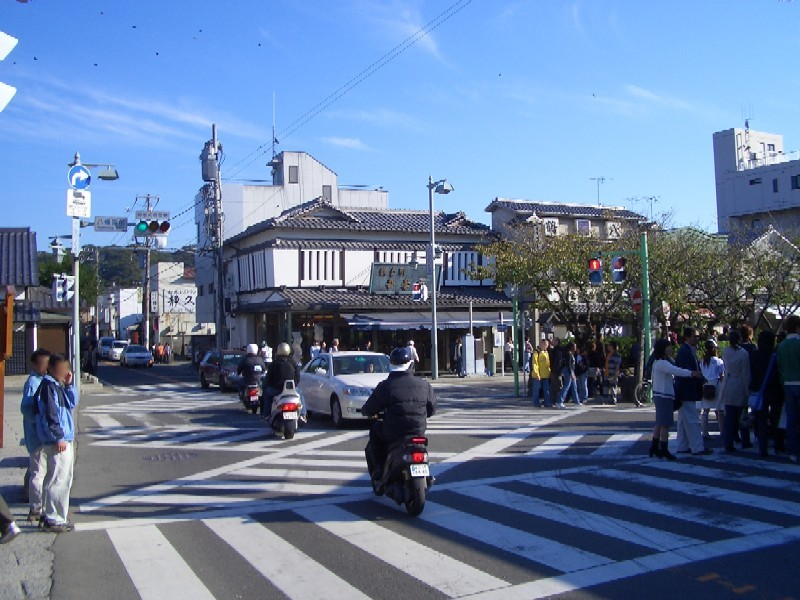
鎌倉市雪ノ下2丁目、八幡宮前交差点にて。画面左奥が県道204号金沢方面、右手が県道21号滑川交差点方面、手前が県道21号横浜方面。左手は鶴岡八幡宮。

横浜横須賀道路朝比奈ICから朝比奈峠（北緯35度19分47.7秒 東経139度35分20.2秒 / 北緯35.329917度 東経139.588944度）を越えて鎌倉に向かう主要ルートの1つである。沿線に鎌倉霊園があることから、週末やお盆などの繁忙期はしばしば渋滞する。朝比奈峠の標高は100m程度だが、横浜側にはヘアピンカーブが多く存在し、曲線、勾配ともに厳しい峠道となっている。
- Google マップ

## 通過する自治体
- 横浜市(金沢区)
- 鎌倉市

## 交差する道路
- 神奈川県道23号原宿六ツ浦線
- 神奈川県道21号横浜鎌倉線

## 主な峠
- 朝比奈峠（「朝比奈峠」の名称は朝比奈切通しの別名として使われる場合もある）

## 周辺
- 朝比奈切通し
- 鎌倉霊園
- 浄妙寺
- 報国寺
- 鎌倉宮
- 鶴岡八幡宮